# Saint-Didier (Nièvre)
Saint-Didier é uma comuna francesa na região administrativa de Borgonha-Franco-Condado, no departamento de Nièvre. Estende-se por uma área de 3,51 km². Em 2010 a comuna tinha 30 habitantes (densidade: 8,5 hab./km²).